# آرثر تيكسيرا
آرثر تيكسيرا (29 أكتوبر 1980 بريو دي جانيرو في البرازيل - ) هو لاعب كرة قدم برازيلي في مركز الهجوم. لعب مع نادي الصليبيخات وCentro de Futebol Zico de Brasília Sociedade Esportiva ‏ ونادي سامبايو كوريا ونادي ريمو ونادي بوتافغو لكرة القدم وCentro de Futebol Zico Sociedade Esportiva ‏ ونادي ناوتيكو ونادي سيرا ماكينسي لكرة القدم.